# Vallasen
Vallasen är en sjö i Ovanåkers kommun i Hälsingland och ingår i Ljusnans huvudavrinningsområde. Sjön har en area på 0,301 kvadratkilometer och ligger 276,1 meter över havet.

## Delavrinningsområde
Vallasen ingår i det delavrinningsområde (679469-150812) som SMHI kallar för Mynnar i Frösteboån. Medelhöjden är 299 meter över havet och ytan är 15,57 kvadratkilometer. Det finns inga avrinningsområden uppströms utan avrinningsområdet är högsta punkten. Vattendraget som avvattnar avrinningsområdet har biflödesordning 4, vilket innebär att vattnet flödar genom totalt 4 vattendrag innan det når havet efter 89 kilometer. Avrinningsområdet består mestadels av skog (88 procent). Avrinningsområdet har 0,3 kvadratkilometer vattenytor vilket ger det en sjöprocent på 1,9 procent.